# Filippo Guastavillani

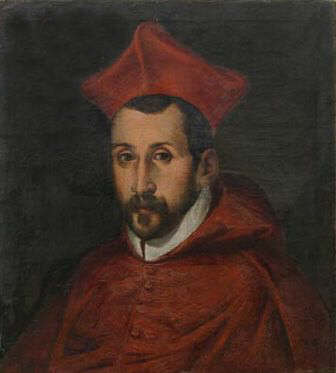
Filippo Kardinal Guastavillani

Filippo Guastavillani (* 28. September 1541 in Bologna, Italien; † 17. August 1587 in Rom) war ein Kardinal der Römisch-katholischen Kirche.
Guastavillani wurde von seinem Onkel, Papst Gregor XIII., am 5. Juli 1574 zum Kardinal kreiert. Seit dem 14. Juli 1574 Kardinaldiakon der Titelkirche Santa Maria Nuova, wurde er am 8. November 1577 Kardinaldiakon der Titelkirche Santa Maria in Cosmedin und am 19. Dezember 1583 von Sant’Angelo in Pescheria. Nachdem er am 14. Mai 1584 Camerlengo der Kirche geworden war, waltete bei der Sedisvakanz 1585 seines Amtes und nahm am Konklave teil, aus dem Sixtus V. als neuer Pontifex hervorging. Kardinal Gustavillani erhielt am 7. Januar 1587 die Titelkirche Sant'Eustachio.